# National-Panorama

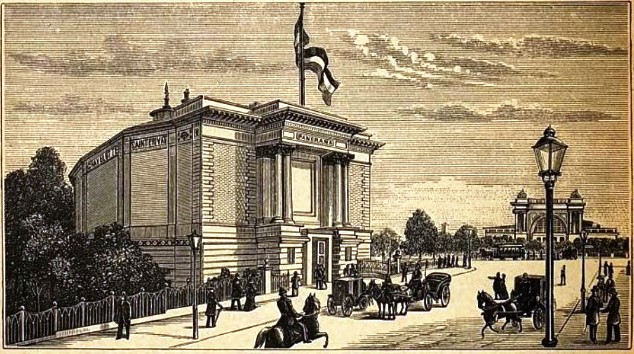
National-Panorama in Berlin

Das National-Panorama war eine in den 1880er Jahren errichtete Rotunde, in der ein 360-Grad-Panorama gezeigt wurde. Es befand sich in Berlin, Herwarthstraße 4 im heutigen Ortsteil Berlin-Tiergarten. Das Gebäude wurde 1898/99 abgerissen, die Straße im Jahr 2002 eingezogen.

## Geschichte
Die Société anonyme des Panoramas de Berlin Akt. Ges. (Brüssel) erwarb 1880 das Grundstück in der Herwarthstraße und ließ von den Architekten Ende & Böckmann unter Mitwirkung von belgischen Ingenieuren das erste Panoramagebäude Berlins, das National-Panorama, errichten. Es wurde mit dem Panorama Der Sturm auf St. Privat (Gravelotte), einer Szene aus dem Deutsch-Französischen Krieg 1870/71, gemalt von Emil Hünten und Wilhelm Simmler, eröffnet und bis Dezember 1883 gezeigt. Danach ging das gemalte Panorama nach Köln.
In Berlin wurde danach, vom 19. April 1884 bis Dezember 1885, das Panorama Die Verteidigung von Paris gezeigt, das von dem französischen Maler Félix Philippoteaux für den Kristallpalast in London gemalt worden war. Das Panorama zeigt die letzte Schlacht im Deutsch-Französischen Krieg am 19. Januar 1871, vor dem Waffenstillstand, die auch als Schlacht von Montretout oder Schlacht bei Buzenval oder auch Schlacht am Mont Valérien bezeichnet wird. Danach ging das Panorama nach München, wo es ab März 1886 ausgestellt wurde, und anschließend nach Amerika.
Zwischen dem 6. März 1886 und Dezember 1889 war in der Rotunde das Panorama Die Schlacht bei Plewna zu sehen, das von Paul Philippoteaux gemalt worden war. Es zeigte eine Szene aus dem russisch-türkischen Krieg 1877.
Vom 17. Februar 1890 bis Dezember 1891 folgte das Panoramagemälde Das alte Rom mit dem Triumphzuge Konstantins i. J. 312 n. Chr. Der Entwurf und die Architekturzeichnungen stammten von Joseph Bühlmann, Kolorit und Darstellung der Figuren von Alexander von Wagner. Berater und Autor war Franz von Reber. Vorher war das Panorama 1888/89 in München gezeigt worden, wohin es von 1892 bis 1894 noch einmal zurückkehrte.
Von Mai 1893 bis vermutlich Ende 1895 wurde das Panorama Schlacht von Rezonville gezeigt, gemalt von den französischen Malern Jean Baptiste Édouard Detaille und Alphonse de Neuville. Es schilderte die Kämpfe von Mars-la-Tour (die Franzosen nennen diese Schlacht vom 16. August 1870 die Schlacht von Rezonville). Die landschaftlichen Partien des Bildes stammen von den Malern Mathey, Bertrand und Jambo. Das Panorama war vorher ab 1883 in Wien gezeigt und 1889 zur Weltausstellung nach Paris geholt worden.
Im Jahr 1896 war als Letztes das Panorama Beresinazu sehen; es stellte den Übergang über die Beresina dar. Das Bild wurde fast ausschließlich von polnischen Malern erschaffen. Unter Leitung des Professors Julian Fałat waren seine Kollegen Wojciech Kossak, Wiwionski, Jan Stanisławski, Pulaski und Schönherr beteiligt.
Aufgrund ökonomischer Schwierigkeiten wurde der Panoramabau 1898 geschlossen und abgerissen. In der Folge entstand hier eine Baustelle, die von den königlichen Bauräthen Kayser & von Großheim betreut wurde.